# Mike Ott
Mike Rigoberto Gelito Ott (* 2. März 1995 in München, Deutschland) ist ein philippinischer Fußballspieler.

## Karriere

### Verein
Als gebürtiger Münchner kam Ott schon früh in die Jugend des TSV 1860 München. Am 17. November 2012 debütierte er bei den Herren der 2. Mannschaft bei einer 0:2-Niederlage gegen Eintracht Bamberg. In 25 Spielen erzielte er 12 Tore für die Löwen. Im April 2014 unterzeichnete Ott einen Dreijahresvertrag beim 1. FC Nürnberg, bei dem er ebenfalls in der 2. Mannschaft eingesetzt wurde. Als sich abzeichnete, dass sein Vertrag beim Club nicht verlängert wird, wurde er für einen Monat freigestellt, um sich bei einem Turnier auf den Philippinen präsentieren zu können. Kurz darauf wurde sein Wechsel zum thailändischen Zweitligisten Angthong FC bekannt gegeben. Mit Angthong spielte er in der zweiten Liga, der Thai League 2. Anfang 2018 wechselte er  zum philippinischen Verein Ceres-Negros FC, dem heutigen United City FC. 2019 gewann er mit dem Klub den PFL Cup durch einen 2:1-Sieg im Finale über Kaya FC-Iloilo. 2020 wurde er mit dem Verein zum dritten Mal in Folge philippinischer Fußballmeister. Im Sommer 2022 wechselte der Mittelfeldakteur dann weiter zum indonesischen Erstligisten PS Barito Putera. Dort absolvierte er in zwei Spielzeiten 60 Ligapartien und erzielte dabei zehn Treffer. Seit dem 15. Juli 2024 steht Ott nun beim Visakha FC in der Cambodian Premier League unter Vertrag.

### Nationalmannschaft
Bereits im Juni 2013 wurde Ott vom damaligen Nationaltrainer Michael Weiß für ein Länderspiel gegen Hongkong nominiert, kam dabei jedoch nicht zum Einsatz. Im September 2016 wurde er schließlich vom neuen Coach Thomas Dooley für die Vorbereitungsspiele zur Fußball-Südostasienmeisterschaft 2016 berufen. Er bestritt sein erstes Länderspiel gegen Bahrain. Dort wurde er zur Halbzeit für Kevin Ingreso eingewechselt und traf bereits nach 5 Minuten zum zwischenzeitlichen 1:2 bei der 1:3-Niederlage. Bei der Meisterschaft selbst stand er jedoch nicht im Kader.

## Erfolge
- Philippinischer Meister: 2018, 2019, 2020
- Philippinischer Pokalsieger: 2019, 2022

## Sonstiges
Ott hat einen deutschen Vater und eine philippinische Mutter. Er ist der jüngere Bruder von Manuel Ott (* 1992), der ebenfalls philippinischer Nationalspieler ist.